# Sphoeroides dorsalis
Sphoeroides dorsalis là một loài cá nóc trong chi Sphoeroides, họ Tetraodontidae.
Con đực có thể đạt chiều dài tới 20 cm.
Đây là là một loại cá biển và sinh sống ở đáy các vùng biển có khí hậu cận nhiệt đới, ở độ sâu giữa 18–100 m.
Loài cá này sinh sống ở phía tây Đại Tây Dương, từ Bắc Carolina (Hoa Kỳ) đến Suriname.